# Família Albani
Albani é uma família aristocrática romana, cujos membros dos quais alcançaram a mais elevada castidade na Igreja Católica Romana, como o Papa Clemente XI. Eles eram albaneses que mudaram-se para Urbino na região de Malësi e Madhe na Albânia. Foram originalmente soldados de Skanderbeg contra o Império Otomano.
Durante o papado de Clemente XI a famosa Illyricum Sacrum foi encomendada,  hoje uma das principais fontes do campo da Albanologia, com mais de 5.000 páginas divididas em vários volumes escritos por Daniele Farlati Coletti e Domenico.

## História
O líder Michael Laci (em italiano ou Lazi de Lazi') e seus dois filhos Felipe e George, tinham lutado contra os turcos ao lado de Skanderbeg na Albânia, mas em 1464 tiveram que deixar seu país para ir a Itália, onde foram recebidos pelo Duque de Urbino. Os Albaneses adotaram o sobrenome em homenagem a origem de seus antepassados, que depois se transformou em Albani.
George teve dois filhos, Altobelli e Annibale (1530-1591). Annibale também teve dois filhos, Orazio (1576-1653) e Carlo. O neto de George, Orazio Albani, deu fama à família tendo sido enviado como embaixador do Duque de Urbino para completar a anexação do estado do duque ao Vaticano.
Orazio Albani estabeleceu-se em Roma, onde se tornou senador durante o pointificado do Papa Urbano VIII. Orazio Albani, que teve dois filhos: Annibale e Carlo (1623-1684), a família foi naturalizada romana.
Annibale se dedicou a carreira eclesiástica, foi prefeito da Biblioteca do Vaticano. Seu irmão Carlo se casou com Elena Mosca dei Marchesi di Pesaro (1630-1698) e teve dois filhos, Orazio (1652-1712) e Giovanni Francesco Albani, também conhecido como Gianfrancesco (1649-1721), o futuro Papa Clemente XI.
Orazio Albani (1652-1712) casou-se com Maria Bernarda Ondedei (1651-1751) e nasceu Carlo Albani (1687-1724), príncipe de Soriano nel Cimino que se casou com Teresa Borromeo, e Annibale Albani (1682-1751) futuro cardial.
Além de Annibale, a família Albani teve três outros cardeais,  sobrinhos do Papa Clemente XI: Alessandro Albani (1692-1779), Gian Francesco Albani (1720-1803) e Giuseppe Albani (1750-1834). Os últimos membros da família e em particular o cardeal Gian Francesco e Giuseppe eram partidários dentro da Cúria Romana do partido pró-Áustria, inflexivelmente contra as ideias liberais e pró-italianas do Risorgimento; engajados em cada movimento para suprimir o Risorgimento na Itália.
Gli Albani de Roma não deve ser confundido com a família Albani de Bérgamo. Esta família não possui origem albanesa, mas sim de uma cidade chamada Albano Sant'Alessandro. Entre os nascidos em Bérgamo está Giovanni Girolamo Albani (1504-1591) político, jurista e nomeado cardeal em 1570.

## Biblioteca
A biblioteca Albani funcionou entre 1864 e 1928, e parte dela foi comprada pela Universidade Católica da América. Esta coleção contém uma grande parte sobre a controvérsia do Jansenismo ea Controvérsia dos ritos na China, bem como o Direito canónico, e outros tópicos relacionados.
O material manuscrito adquirido em 1864 por Theodor Mommsen em nome do governo da Prússia, se perdeu no mar a caminho da Alemanha.

## Representantes notórios
- Alessandro Albani (1692–1779), aristocrata e cardeal italiano
- Annibale Albani (1682–1751), cardeal italiano
- Elsa Albani (1921-2004)
- Francesco Albani (1578-1660), pintor italiano
- Gabriel Albani (1955)
- Gian Girolamo Albani (1504–1591)
- Giorgio Albani (1929)
- Gian Francesco Albani (1720–1803), cardeal Católico romano
- Giovanni Francesco Albani (Papa Clemente XI) (1649–1721)
- Giuseppe Albani (1750–1834), cardeal Católico romano
- Orazio Albani (1652-1712), senador italiano
- Lucia Albani Avogadro (1530-1568), poetisa italiana
- Renato Albani (1985-Atualmente), humorista brasileiro